# Lapaea
Lapaea je rod jednogodišnjeg bilja iz porodice trpučevki  (Plantaginaceae). Pripada mu pet  vrsta iz sjeveroistočnog i jugoistočnog Brazila. Opisan je u Syst. Biodivers. 18: 744, 2020.. 

## Opis
Rod je polugrmova nastao 2020. godine izdvajanjem 5 vrsta iz roda Stemodia. Sve vrste endemične su za planinski lanac Espinhaço u istočnom Brazilu. Sve vrste su ugrožene od kojih svaka ima usku rasprostranjenost i filogenetske odnose u skladu s biogeografskim pokrajinama.

## Vrste
1. Lapaea cipoensis (Scatigna) Scatigna
2. Lapaea harleyi (B.L.Turner) Scatigna
3. Lapaea lobata (J.A.Schmidt) Scatigna
4. Lapaea rubriflora Scatigna & V.C.Souza
5. Lapaea stellata (B.L.Turner) Scatigna